# Granulation (Goldschmiedekunst)

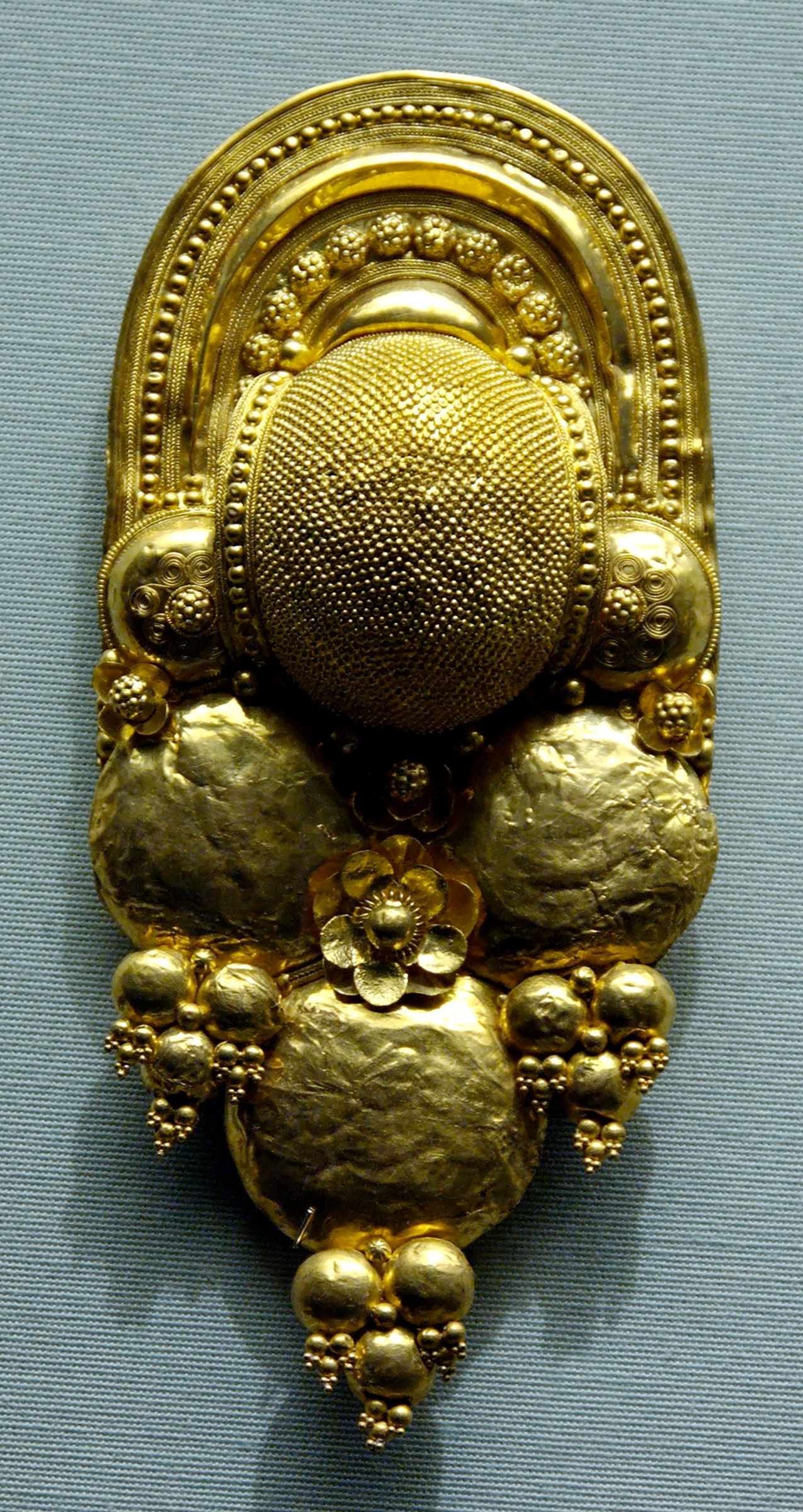
Etruskischer Ohrring (ca. 400 bis 300 v. Chr.)

Die Granulation (lateinisch granulum = „Körnchen“) ist eine antike Goldschmiedetechnik, bei der kleinste Goldkügelchen zu einem Ornament oder zu einer Fläche gelegt und dann auf einem Goldgrund so aufgelötet werden, dass sie nur an ihren jeweiligen Berührungspunkten miteinander verbunden sind. Licht und Schatten erzeugen so eine stark plastische Wirkung. Weltberühmt sind die etruskischen Granulationen.

## Geschichte der Wiederentdeckung
Der in der Mitte des 19. Jahrhunderts lebende römische Goldschmied Augusto Castellani widmete einen großen Teil seiner Arbeit der Wiederentdeckung der verschollen gegangenen antiken Technik der Granulation, die noch bis ins frühe Mittelalter in der europäischen Goldschmiedekunst Anwendung fand. Er verwendete bei seinen Arbeiten ein pulverisiertes Lot, mit dem er die sandartigen Kügelchen auf dem Untergrund befestigte. Durch die Kapillarkraft zog sich das flüssige Lot in die Zwischenräume der aneinander liegenden Kugeln und verschmolz sie so zu einer hermetischen Fläche.
Im Jahr 1918 veröffentlichte Marc Rosenberg sein Buch zur technischen Grundlage der Geschichte der Goldschmiedekunst und regte damit u. a. eine neue, breite Suche nach der Technik des Granulierens an. Chemische Untersuchungen an antiken Schmuckstücken zeigten, dass das Grundmetall sowie die Kugeln jeweils den gleichen Feingehalt hatten. Rosenberg schloss daraus, dass die Verbindung durch eine Art „chemisches Lot“ zustande kommt. Er ging davon aus, dass beim Schmelzen und Nachglühen der Kugeln in Holzkohlenstaub diese sich mit Goldkarbid überzogen und damit der Schmelzpunkt um rund 160 °C herabgesetzt wurde, was ein Aufschweißen auf das Trägermetall ermöglichen würde.
Einer der Ersten, der Granulationen fertigte, die auf technischer Ebene den Vergleich mit ihren antiken Vorbildern standhielten, war möglicherweise schon um 1920 Johann Michael Wilm in München. Elisabeth Treskow begann um 1930 in Essen-Margarethenhöhe mit der Fertigung von Granulationen auf hohem gestalterischen Niveau. Philipp Oberle, Lehrer an der Pforzheimer Goldschmiedeschule, zeigte erstmals 1923 Granulationsschmuck in etruskischem Stil als Ergebnis von technischen Versuchen, mit denen er schon während des Ersten Weltkriegs begonnen hatte.

## Technik
Zur Herstellung der Kugeln werden feine Goldschnipsel und Holzkohlenstaub lagenweise in einem Schamottetiegel geschichtet und nach dem Schmelzen in Wasser ausgespült. Es entstehen so perfekt-runde Goldkugeln. Allerdings ist die Voraussetzung für das Gelingen hierbei Gold mit einem Feingehalt von mindestens 900/°°°.
Niedrigere Legierungen wie beispielsweise 14 Karat (= 585/°°°) werden mit Kupfersalzen granuliert. Kupfersulfat, Kupferoxid, Kupferchlorid oder Kupferhydroxid sind gleichermaßen für die Granulation geeignet. Sie werden mit stark verdünntem organischen Leim (Hautleim, Fischleim etc.) angerührt. Beim Schmelzen wird das Kupfersalz in metallisches Kupfer umgewandelt, das sich mit dem Gold legiert und so ein „chemisches Lot“ bildet, welches dann die Haftung der Kugeln ermöglicht. Der Leim verbrennt dabei zu Kohlenstoff, der die Reduktion des Kupfersalzes in metallisches Kupfer ermöglicht.
Solche Legierungen können auch mit Hilfe von verdünntem Fluoron, einem handelsüblichen Flussmittel zum Hartlöten von Schwermetallen, oder Tragant granuliert werden. Dabei entsteht eine wesentlich glattere Oberfläche als beim Granulieren mit Kupfersulfat.

## Sammlungen
Eine Vielzahl von antiken Schmuckstücken mit Granulationen ist in den Staatlichen Antikensammlungen, Abt. IV, in München ausgestellt.
Die Privatsammlung von Elisabeth Treskow, die sowohl antiken Schmuck als auch eigene Arbeiten umfasst, enthält eine Reihe außerordentlicher Granulationen. Sie vermachte diese dem Kölner Museum für angewandte Kunst, wo der größte Teil in der permanenten Ausstellung zu sehen ist.